# Coppa Italia 2014-2015 - turno preliminare (calcio femminile)
Questa voce raccoglie un approfondimento sulle gare dei turni preliminari dell'edizione 2014-2015 della Coppa Italia di calcio femminile.

## Primo turno eliminatorio
| Squadra 1              | Totale    | Squadra 2            | Andata | Ritorno |
| ---------------------- | --------- | -------------------- | ------ | ------- |
| Azalee                 | 2-6       | Real Meda            | 2 - 4  | 0 - 2   |
| Pro Lissone            | 1-7       | Como 2000            | 1 - 4  | 0 - 3   |
| Tradate Abbiate        | 2-7       | Inter Milano         | 1 - 5  | 1 - 2   |
| Caprera                | 0-20      | Torres               | 0 - 9  | 0 - 11  |
| Atletico Oristano      | 31-0      | Villacidro Villgomme | 17 - 0 | 14 - 0  |
| Bocconi                | 1-3       | Orobica              | 1 - 2  | 0 - 1   |
| Fortitudo Mozzecane    | 0-5       | Mozzanica            | 0 - 3  | 0 - 2   |
| Unterland              | 2-4       | Brixen OBI           | 0 - 1  | 2 - 3   |
| Azzurra San Bartolomeo | 0-11      | Südtirol             | 0 - 4  | 0 - 7   |
| Real Aglianese         | 1-16      | Firenze              | 1 - 11 | 0 - 5   |
| Scalese                | 1-13      | Castelfranco         | 0 - 7  | 1 - 6   |
| E.D.P. Jesina          | 3-3 (gfc) | Grifo Perugia        | 2 - 2  | 1 - 1   |
| Audax Palmoli          | 0-1       | Chieti               | 0 - 0  | 0 - 1   |
| Centro Ester           | 1-6       | Napoli               | 0 - 1  | 1 - 5   |
| Domina Neapolis        | 7-1       | Real Marsico         | 5 - 0  | 2 - 1   |
| Nebrodi                | 3-8       | Ludos Palermo        | 3 - 3  | 0 - 5   |
| Catania                | 1-8       | Acese                | 0 - 4  | 1 - 4   |

### Gara 5
| Arbitro: | Emilio Zanotti (Pavia) |

|             |           |                               |
| Ubbiali 20’ | Marcatori | 40’, 61’, 87’ Erba 40’ Ghezzi |

| Arbitro: | Sajmir Kumara (Verona) |

|                             |           |  |
| Pellizzoni 2’ Erba 72’, 83’ | Marcatori |  |

### Gara 6
| Arbitro: | Bracconi (Brescia) |

|              |           |                                                    |
| Marsciaga 9’ | Marcatori | 7’ Bracelli 10’, 80’ Baresi 85’ Velati 87’ Zazzera |

| Arbitro: | Filomena (Collegno) |

|                  |           |             |
| Pandini 49’, 61’ | Marcatori | 75’ Peccina |

### Gara 7
| Arbitro: | Aly (Lodi) |

|  |           |                                                                                        |
|  | Marcatori | 8’, 74’ Tona 21’, 80’ Pinna 26’ Galli 60’ Giugliano 78’, 90’ Marchese 60’ Domenichetti |

| Arbitro: | Ragone (Ciampino) |

| |           |  |
| Giugliano 14’ Esposito 24’, 45’, 82’, 87’ Domenichetti 41’, 52’ Marchese 43’, 47’, 64’ Bartoli 59’ | Marcatori |  |

### Gara 8
| Arbitro: | Mulas (Sassari) |

| |           |  |
| Gueli 2’ Agus 10’, 13’ Usseglio 15’, 25’, 29’, 49’, 63’ Carta 20’ Deriu 39’, 56’, 85’ Sotgiu 53’ (rig.) Mattana 67’, 80’ Carai 82’ Pieri 90’ | Marcatori |  |

| Arbitro: | Cattaneo (Civitavecchia) |

|  |           | |
|  | Marcatori | 5’, 11’ Carai 8’, 19’ Agus 21’, 39’, 43’, 46’ Deriu 25’ Pieri 32’ Sotgiu 34’ Carta 75’ Coluccio 82’, 84’ Mattana |

### Gara 9
| Arbitro: | Berti (Pavia) |

|       |           |              |
| Calvo | Marcatori | Bianchi aut’ |

| Arbitro: | Barozzi (Rovereto) |

|           |           |  |
| Vavassori | Marcatori |  |

### Gara 10
| Arbitro: | Ponso (Bassano del Grappa) |

|  |           |                                     |
|  | Marcatori | 17’ Giacinti 34’ Mauri 64’ Stracchi |

| Arbitro: | Croce (Novara) |

|                       |           |  |
| Mason 4’ Giacinti 86’ | Marcatori |  |

### Gara 12
| Arbitro: | Bindella (Pesaro) |

|                                      |           |                               |
| Monterubbiano 35’ Picchiò 90’ (rig.) | Marcatori | 40’ C. Fiorucci 50’ Marinelli |

| Collestrada, Perugia 21 settembre 2014, ore 15:30 CEST            | Grifo Perugia | 1 – 1 referto     | E.D.P. Jesina | Stadio comunale Giampiero Giansanti |
| \| \| \| \| \| Saravalle 38’ \| Marcatori \| 2t’ Monterubbiano \| |               |                   |               |                                     |
|                                                                   |               |                   |               |                                     |
| Saravalle 38’                                                     | Marcatori     | 2t’ Monterubbiano |               |                                     |

### Gara 19
| Arbitro: | Ferrieri Caputi (Livorno) |

|             |           | |
| Gavagni 53’ | Marcatori | 7’, 29’, 35’ Salvatori Rinaldi 26’, 40’ Adami 11’ Nocchi 30’ Vicchiarello 49’, 83’ Del Prete 55’ Razzolini 88’ Vigilucci |

| Arbitro: | Simone (Bologna) |

|                                                                               |           |  |
| Del Prete 19’ Vicchiarello 22’ Salvatori Rinaldi 60’ Nocchi 73’ Razzolini 82’ | Marcatori |  |

### Gara 27
| Arbitro: | Grasso (Acireale) |

|                |           |                |
| Rigaglia Sesta | Marcatori | Dragotto Cusmà |

| Arbitro: | Costanza (Agrigento) |

|                                       |           |  |
| Buttaccio La Cavera Cusmà Buttacavoli | Marcatori |  |

### Gara 28
| Arbitro: | Boscarino (Siracusa) |

|  |           |                                                |
|  | Marcatori | 17’ Giuliano 27’, 52’ Privitera 77’ Martinovic |

| Arbitro: | Costanza (Agrigento) |

|                                      |           |          |
| Privitera 46’, 50’, 71’ Giuliano 56’ | Marcatori | 40’ Coco |